# Тундра російської Берингії
Тундра російської Берингії або Тундра Берингії (ідентифікатор WWF: PA1107) — палеарктичний екорегіон тундри, розташований на північному сході Росії, на території Чукотського автономного округу, Камчатського краю та Магаданської області.

## Географія
Екорегіон тундри російської Берингії простягається від Колимського нагір'я на схід до узбережжя Берингового моря. Він охоплює території Коряцького нагір'я, Анадирської рівнини, південну частину Чукотського нагір'я, зокрема хребет Пекульней, а також півострів Тайгонос та північне узбережжя затоки Шеліхова на півночі Охотського моря. Найбільшою річкою регіону є Анадир, яка впадає в Берингове море. На захід від регіону, в горах Колимського нагір'я, поширена Черсько-Колимська гірська тундра. На півночі екорегіон переходить у тундру Чукотського півострова, а на півдні — у камчатську гірську тундру та лісотундру.

## Клімат
В межах екорегіону переважає субарктичний клімат (Dfc за класифікацією кліматів Кеппена), а у високогір'ях — тундровий клімат (ET за класифікацією Кеппена). Зима довга і морозна, літо коротке і прохолодне. Відчувається вплив тихоокеанських мусонів. Середньорічна температура становить 7 °C, середньомісячна температура коливається від -19,5 °C до 11,5 °C. Середньорічна кількість опадів становить близько 336 мм. Поширена багаторічна мерзлота.

## Флора
Основними рослинними угрупованнями екорегіону є тундра та лісотундра. В прибережних районах поширені зарості зеленої вільхи (Alnus viridis) та розлогого щитника (Dryopteris expansa), а в глибині континенту — зарості кедрового сланця (Pinus pumila), даурські модрини (Larix gmelinii) та широколистої веснівки (Maianthemum dilatatum). На висоті від 600-900 м над рівнем моря до 1000 мм над рівнем моря поширена альпійська тундра, до ростуть різноманітні мохи та лишайники, а вище — голі скелі. На рівнинах росте різнотрав'я, зокрема представники родин Айстрові (Asteraceae), Жовтецеві (Ranunculaceae) та Трояндові (Rosaceae).
На навітряних схилах та в інших місцевостях, де часто трапляються сильні морози, зустрічаються ділянки багатої на лишайники тундри, особливо на півночі. Оскільки річки регіону живляться переважно талою сніговою водою, вони мають великі заплави, що сезонно затоплюються, а протягом решти року містять тисячі невеликих озер. В цих заплавах ростуть зарості удської вільхи (Salix udensis) та зеленої вільхи (Alnus viridis), а також північні порічки (Ribes triste), лохина (Vaccinium uliginosum) та голчаста шипшина (Rosa acicularis).
Загалом флористичне біорізноманіття регіону відносно низьке через суворий клімат та ізольованість території з часів льодовикового періоду. Серед ендеміків регіону слід відзначити коряцьку кульбабу (Taraxacum korjakense) та сланцеву попелівку (Tephroseris schistosa).

## Фауна
Серед ссавців регіону слід відзначити бурого ведмедя (Ursus arctos), вовка (Canis lupus), звичайну росомаху (Gulo gulo) та північного оленя (Rangifer tarandus). У високогір'ях зустрічаються снігові барани (Ovis nivicola). Серед дрібніших ссавців в регіоні поширені звичайні лисиці (Vulpes vulpes), горностаї (Mustela erminea), білі зайці (Lepus timidus) та арктичні ховрахи (Urocitellus parryii), а також інтродуковані річкові візони (Neogale vison). На узбережжі можна побачити кільчастих нерп (Pusa hispida), тихоокеанських моржів (Odobenus rosmarus divirgens) та сивучів (Eumetopias jubatus).
Влітку в регіоні гніздяться великі колонії водоплавних птахів, загальна чисельність яких може досягати 700 тисяч особин. Загалом в регіоні гніздиться близько 200 різних видів птахів, зокрема, тонкодзьобі кайри (Uria aalge), товстодзьобі кайри (Uria lomvia), канадські журавлі (Antigone canadensis), американські синьги (Melanitta americana), морянки (Clangula hyemalis), білошийці (Anser canagicus), короткодзьобі пижики (Brachyramphus brevirostris), довгопалі побережники (Calidris subminuta), білі мартини (Pagophila eburnea) та білоплечі орлани (Haliaeetus pelagicus). Серед рідкісних птахів регіону слід відзначити великих побережників (Calidris tenuirostris), східних кульонів (Numenius madagascariensis) та дуже рідкісних лопатнів (Calidris pygmaea).

## Збереження
Оцінка 2017 року показала, що 43 231 км², або 9 % екорегіону, є заповідними територіями. Природоохоронні території включають Коряцький заповідник.